# La Chapelle-Saint-Géraud
 La Chapelle-Saint-Géraud  (en occitano La Chapela Sent Geraud) es una comuna y población de Francia, en la región de Lemosín, departamento de Corrèze, en el distrito de Tulle y cantón de Mercoeur.
Su población en el censo de 2008 era de 216 habitantes.
No está integrada en ninguna Communauté de communes.

## Demografía
| 296 | 307 | 276 | 249 | 219 | 225 | 216 |
| Para los censos de 1962 a 1999 la población legal corresponde a la población sin duplicidades (Fuente: INSEE [Consultar]) |     |     |     |     |     |     |